# Quilchano
Quilchano es un despoblado que actualmente forma parte del concejo de Elburgo, que está situado en el municipio de Elburgo, en la provincia de Álava, País Vasco (España).

## Toponimia
A lo largo de los siglos ha sido conocido con los nombres de Guiziano, Gulciano, Gulziano y Quelchano.

## Historia
Documentado desde 1295, sus habitantes pasaron a poblar la villa de Elburgo en 20 de octubre de 1337, por orden del rey Alfonso XI de Castilla. 
Actualmente sus tierras son conocidas con el topónimo de Kiltxano, quedando del pueblo solo la ermita de San Pedro de Quilchano.